# Servamp
Servamp (SERVAMP -サーヴァンプ- Sāvanpu?) es una serie de manga escrita e ilustrada por Strike Tanaka. Es serializada en la revista Monthly Comic Gene de Media Factory desde abril de 2011. Hasta la fecha, ha sido compilada en un total de veinticuatro volúmenes tankōbon. Una adaptación a serie de anime fue anunciada y emitida desde el 5 de julio de 2016 hasta el 20 de septiembre de ese mismo año.

## Argumento
Mahiru Shirota es un estudiante de secundaria bastante normal al que le gustan las cosas simples. Un día, en su camino de regreso a casa,  encuentra a un gato negro callejero y decide cuidarlo, nombrándolo Kuro. Sin embargo, al día siguiente se sorprende al descubrir que el gato es en realidad uno de los siete vampiros que representan a los Siete Pecados Capitales. Su nombre es Sleepy Ash y representa la pereza, pero se convierte en un gato cuando se expone a la luz solar. Al dar a Sleepy Ash un nombre y una campana de gato, y luego llamarlo por su nombre, Mahiru accidentalmente forma un contrato temporal con este. El contrato se concreta una vez que Sleepy Ash bebe su sangre, haciéndolo el sirviente vampiro de Mahiru, conocido como "Servamp", y Mahiru se convierte en su amo, los denominados "Eve". Después de esto, Mahiru y Sleepy Ash, ahora Kuro, se encuentran con Tsubaki, un vampiro que afirma ser el Servamp de la melancolía y el desconocido octavo hermano de los otros Servamps. Tsubaki tiene la intención de llevar a cabo una guerra contra sus otros siete hermanos, mientras que Mahiru decide reunirlos para luchar contra Tsubaki y su grupo juntos.

## Personajes

### Eves
Mahiru Shirota (城田 真昼 Shirota Mahiru?)
Seiyū: Takuma Terashima (CD drama y anime)
El protagonista de la historia; un estudiante de secundaria quien perdió a su madre a una edad muy temprana en un accidente automovilístico. Al no tener padre quedó al cuidado de su tío materno, Tōru Shirota. Debido a que su tío siempre está ocupado con su trabajo, Mahiru creció solo y desarrolló numerosos talentos para las tareas domésticas. El talento de Mahiru para las tareas domésticas también se ha extendido a su vida escolar, donde a menudo es el encargado de todos los proyectos de la clase y cosas similares. Sin saber que en realidad era un vampiro, Mahiru recogió a un gato callejero a quien nombra "Kuro" y eventualmente se convirtió en su Eve (amo). Mahiru obtiene un arma en forma de escoba, algo que Kuro encuentra irónico puesto que una escoba es lo que más le puede representar debido a su personalidad y al hecho de que fue lo primero que Mahiru usó para golpearlo cuando se conocieron. La escoba más tarde se convierte en una lanza, dándole a Mahiru más destreza física. 
Misono Alicein (有栖院 御園 Arisuin Misono?)
Seiyū: Hiro Shimono (CD drama y anime)
El Eve de Lily, un estudiante de preparatoria que asiste al mismo año que Mahiru. Misono proviene de una familia adinerada, pero posee una contextura física muy débil, lo que provoca que se agote fácilmente. Tiene una tendencia a despreciar a los demás, tal como cuando le ordenó a Mahiru que trabajara para él para así detener a Tsubaki, aunque es posible que esto se deba a su falta de habilidades sociales. Misono es el fruto de un romance entre su padre con la profesora de su hermano mayor, Mikuni. Esto provocó que la esposa de su padre, celosa, asesinará a su madre con la ayuda de Doubt Doubt. Sin embargo, perdonó a Misono y decidió criarlo como su propio hijo en penitencia por el asesinato. Incapaz de lidiar con él, la madre de Mikuni finalmente también trató de matarlo también, lo que llevó a Mikuni a asesinarla para así salvar a su hermano. Al comienzo, Misono no estaba al tanto de lo sucedido y odiaba a su hermano, pero finalmente descubre la verdad. El arma de Misono es una silla en la que a menudo se sienta para descansar.
Mikuni Alicein (有栖院 御国 Arisuin Mikuni?)
Seiyū: Tetsuya Kakihara (CD drama y anime)
El Eve de Jeje y hermano mayor de Misono; trabaja como comerciante de antigüedades. Mikuni aparenta tener una personalidad infantil, pero en realidad es todo lo contrario: es astuto, manipulador y no tiene ninguna clase de remordimiento en asesinar subclases. Misono sentía resentimiento hacia su hermano por matar a su madre, huir de casa y llevarse consigo a Doubt Doubt. Más adelante, se revela que Mikuni y Misono son en realidad medio hermanos; Misono nació como resultado de la relación de su padre con una sirvienta, lo que llevó a la madre de Mikuni a asesinar a esta por celos. Finalmente, el poder de Doubt Doubt le pasó factura a su madre e intentó matar también a Misono. Para proteger a su hermano, Mikuni asesinó a su madre y como resultado se fue de casa llevándose a Doubt Doubt con él. También es un exmiembro de C3.
Tetsu Sendagaya (千駄ヶ谷 鉄 Sendagaya Tetsu?)
Seiyū: Yūki Ono (CD drama y anime)
El Eve de Hugh, un estudiante de preparatoria que trabaja en un onsen. A pesar de tener apenas catorce años, Tetsu es dueño de una increíble estatura y es musculoso, lo que provoca que la gente a menudo lo confunda con un estudiante universitario. No parece importarle en absoluto estar asociado con vampiros, algo que demuestra al cargar consigo su arma (un ataúd gigante e indestructible), el cual incluso usa para promocionar el onsen de su familia puesto que no sabe cómo deshacerse de él.
Licht Jekylland Todoroki (リヒト・ジキルランド・轟 Rihito Jikirurando Todoroki?)
Seiyū: Nobunaga Shimazaki (CD drama y anime)
El Eve de Lawless, un pianista austriaco reconocido mundialmente. Licht se considera a sí mismo un ángel e incluso usa una mochila blanca con alas. Es raro verlo sonreír y casi siempre frunce el ceño, además de que tiende a atacar brutalmente a otros vampiros (a los que considera "demonios"). Licht también parece albergar un intenso odio hacia Lawless, a quien a menudo llama "erizo idiota" y es propenso a insultarlo o atacarlo. Licht posee dos armas: un par de poderosas botas que pueden desacelerar las habilidades de regeneración de los vampiros a los que patea, y un gran piano con el cual puede tocar varias canciones, con efectos a menudo debilitantes para aquellos que los escuchan.

### Servamps
Sleepy Ash (スリーピーアッシュ Surīpī Asshu?)
Seiyū: Yūki Kaji
Un Servamp o sirviente vampiro, de la pereza. Toma la forma de un gato negro. Pero su forma real es la de un león. En el pasado conoció a un hombre lobo quien lo ayudo a sellar parte de su poder debido a que no podía controlarlo. El servamp de la pereza es nombrado "kuro" por su eve mahiru shirota. 
Tsubaki (椿?)
Seiyū: Tatsuhisa Suzuki
El vampiro de la melancolía. Este misterioso hombre se introduce como el octavo Servamp, a pesar de que solo deberían haber siete. Toma la forma de un zorro.
Snow Lily (スノウリリイ Sunou Riri?)
Seiyū: Kazuma Horie
El Servamp de la lujuria, toma la forma de una mariposa.
Lawless (ロウレス Rouresu?)
Seiyū: Ryōhei Kimura
El Servamp de la codicia, toma la forma de un erizo.
Old Child (オールドチャイルド Ōrudo Chairudo?)
Seiyū: Ayumu Murase
El Servamp del orgullo, toma la forma de un murcíelago.
Doubt Doubt (ダウトダウト Dauto Dauto?)
Seiyū: Kenjirō Tsuda
El Servamp de la Envidia, toma la forma de una serpiente.

### Subclases
Sakuya Watanuki (綿貫 桜哉 Watanuki Sakuya?)
Seiyū: Yūto Suzuki
Amigo y compañero de clases de Mahiru.
Belkia (ベルキア Berukia?)
Seiyū: Yoshitsugu Matsuoka
El sirviente de Tsubaki, toma la forma de un muñeco.

### C3
Shūhei Tsuyuki (露木 修平 Tsuyuki Shuuhei?)
Seiyū: Kaito Ishikawa
Tsurugi Kamiya (狼谷 吊戯 Kamiya Tsurugi?)
Seiyū: Hiroshi Kamiya
Junichirō Kurumamori (車守盾 一郎 Kurumamori Junichirou?)
Seiyū: Yoshimasa Hosoya
Yumikage Tsukimitsu (月満 弓景 Tsukimitsu Yumikage?)
Seiyū: Daisuke Ono

## Media

### Manga
Strike Tanaka comenzó a publicar la serie en la primera edición de la revista Monthly Comic Gene de Media Factory en 15 de junio de 2011, donde originalmente iba a titularse Eve and Servamps. Los capítulos de la revista han sido compilados en veinticuatro volúmenes tankōbon publicados por Kadokawa. Un spin-off enumerado como "Volumen 10.5" fue publicado junto al décimo volumen el 27 de julio de 2016.

#### Volúmenes
| Número | Fecha de publicación    | ISBN                   |
| ------ | ----------------------- | ---------------------- |
| 1      | 27 de diciembre de 2011 | ISBN 978-4-04-066261-9 |
| 2      | 27 de junio de 2012     | ISBN 978-4-04-066234-3 |
| 3      | 27 de diciembre de 2012 | ISBN 978-4-04-066235-0 |
| 4      | 27 de abril de 2013     | ISBN 978-4-04-066236-7 |
| 5      | 27 de diciembre de 2013 | ISBN 978-4-04-066171-1 |
| 6      | 26 de julio de 2014     | ISBN 978-4-04-066822-2 |
| 7      | 27 de diciembre de 2014 | ISBN 978-4-04-067233-5 |
| 8      | 27 de julio de 2015     | ISBN 978-4-04-067565-7 |
| 9      | 27 de diciembre de 2015 | ISBN 978-4-04-067868-9 |
| 10     | 27 de julio de 2016     | ISBN 978-4-04-068283-9 |
| 10.5   | 27 de julio de 2016     | ISBN 978-4-04-068295-2 |
| 11     | 27 de diciembre de 2017 | ISBN 978-4-04-068806-0 |
| 12     | 27 de marzo de 2018     | ISBN 978-4-04-069766-6 |
| 13     | 25 de octubre de 2018   | ISBN 978-4-04-069981-3 |
| 14     | 26 de julio de 2019     | ISBN 978-4-04-065587-1 |
| 15     | 27 de marzo de 2020     | ISBN 978-4-04-064494-3 |
| 16     | 25 de diciembre de 2020 | ISBN 978-4-04-680039-8 |
| 17     | 26 de agosto de 2021    | ISBN 978-4-04-680629-1 |
| 18     | 26 de marzo de 2022     | ISBN 978-4-04-681237-7 |
| 19     | 27 de octubre de 2022   | ISBN 978-4-04-681786-0 |
| 20     | 27 de junio de 2023     | ISBN 978-4-04-682595-7 |
| 21     | 26 de diciembre de 2023 | ISBN 978-4-04-683119-4 |
| 22     | 25 de octubre de 2024   | ISBN 978-4-04-684080-6 |
| 23     | 27 de noviembre de 2024 | ISBN 978-4-04-684102-5 |
| 24     | 27 de diciembre de 2024 | ISBN 978-4-04-684103-2 |

### Anime
Una adaptación a serie de anime fue anunciada en la edición de agosto de la Monthly Comic Gene. El anime es producido por Brain's Base, con Itto Sara sirviendo como el director en jefe, dirigido por Hideaki Nakano, compuesto por Kenji Konuta, contando con diseño de personajes de Junko Yamanaka y música de Kenji Kawai. Fue emitido desde el 5 de julio de 2016 hasta el 20 de septiembre de ese mismo año. El tema de apertura es Deal with de Oldcodex, mientras que el tema de cierre es sunlight avenue interpretado por Takuma Terashima.

#### Lista de episodios
| #  | Título | Estreno                  |
| -- | --- | ------------------------ |
| 1  | «Mahiru y Kuro» «Mahiru to Kuro» (真昼とクロ)                                                               | 5 de julio de 2016       |
| 2  | «Tsubaki» «Tsubaki» (椿)                                                                                    | 12 de julio de 2016      |
| 3  | «Sobre el futuro que nunca llegó» «Otozurenakatta Mirai ni Tsuite» (訪れなかった未来について)               | 19 de julio de 2016      |
| 4  | «Sakuya» «Sakuya» (桜哉)                                                                                    | 26 de julio de 2016      |
| 5  | «Me encuentro en una sociedad centrada en los adultos» «Ore wa Otona, Koko wa Shakai» (俺は大人 ここは社会) | 2 de agosto de 2016      |
| 6  | «Ángel o demonio» «Tenshi ka Akuma» (天使か悪魔)                                                            | 9 de agosto de 2016      |
| 7  | «Por qué yo soy...» «Nazenara Ore wa» (なぜなら俺は)                                                        | 16 de agosto de 2016     |
| 8  | «Nada comienza sin una acción» «Hajime ni Okonai Ariki» (何も行動せずに起動しません...)                     | 23 de agosto de 2016     |
| 9  | «No estoy equivocado» «Ore wa Machigattenai» (おれはまちがってない)                                         | 30 de agosto de 2016     |
| 10 | «Sin ley» «Rouresu» (ロウレス)                                                                              | 6 de septiembre de 2016  |
| 11 | «Por no perdonarme» «Yurusanaide Kurete» (容赦しないように)                                                 | 13 de septiembre de 2016 |
| 12 | «Simplemente pensando...» «Shinpuru ni Kangaete...» (シンプルに考えて)                                      | 20 de septiembre de 2016 |